# L'acqua... il fuoco
L'acqua... il fuoco è una commedia drammatica del 2003 diretta da Luciano Emmer e uscita al cinema il 12 settembre dello stesso anno.
Il film fu presentato nella categoria “Eventi speciali” della 60ª Mostra internazionale d'arte cinematografica di Venezia e si aggiudicò il Premio Pasinetti per la regia.

## Trama
Stefania
In una casa alla periferia di Torino abita Stefania, una bella donna piena di vitalità. Vive sola con un gatto da quando il marito l'ha abbandonata per un'altra, e anche i figli si sono allontanati. Nel giorno del suo compleanno tutto le va storto (una perdita d’acqua causa l'allagamento della cucina, la torta appena comprata cade sull'asfalto a seguito di un tentativo di scippo, i suoi figli non si presentano a cena per festeggiare). Stefania da' fuoco all'appartamento e con un piccolo zaino se ne va poco prima dell'alba.
Elena
A Parigi il clochard Bernard si sta scaldando con il fuoco acceso sotto un ponte della Senna. Improvvisamente, a pochi passi da lui, una donna si getta nel fiume. Bernard si tuffa in acqua e la salva, portandola in ospedale. Qualche tempo dopo la donna, di nome Elena, si presenta di nuovo al cospetto di Bernard. I due trascorreranno la notte tra l'albergo, il ristorante e un night club, usando i risparmi di Bernard.
Stella
Davanti alla roulotte del piccolo circo Etoile Stella cerca di mettere David, il suo compagno, completamente ubriaco, in condizione di presentarsi al pubblico nelle vesti prima di clown poi di Diabolique il mangiafuoco.